# Cordulia
Cordulia là một chi chuồn chuồn ngô thuộc họ Corduliidae.

## Hình ảnh

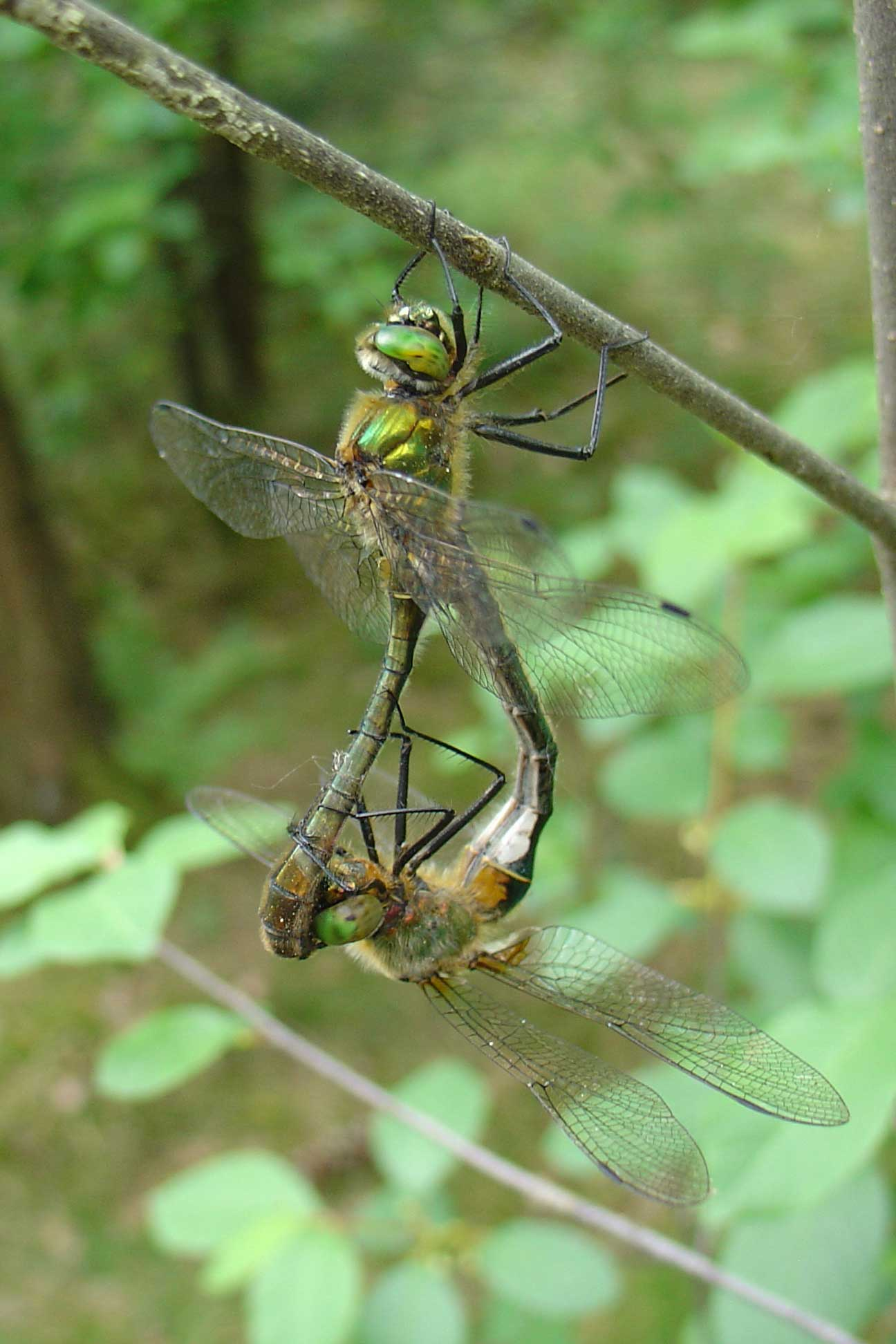

## Các loài
Chi có three loài:
- Cordulia aenea (Linnaeus, 1758) – Downy Emerald[5]
- Cordulia amurensis Selys, 1887
- Cordulia shurtleffii Scudder, 1866 – American Emerald[6]